# A Wreath in Time
«A Wreath in Time» — американский короткометражный комедийный фильм Дэвида Уорка Гриффита.

## Сюжет
Джон Гудхасбэнд встретил двух своих старых друзей, которые уговаривают его пойти вместе с ним на представление. Он соглашается и отправляет своей супруге телеграмму, в которой написал, что вернётся утром. Друзья отправляются в театр "Империя", в котором выступает труппа "Бурлеск". Им так понравилось шоу, что после него они стали играть роль Джонни у входа на сцену и к ним присоединились девушки из представления. Тем временем миссис Гудхасбэнд читает газету, из которой узнаёт, что "Красный орёл", на котором якобы летел её муж, разбился и все пассажиры погибли...

## В ролях
| Актёр            | Роль                   |
| ---------------- | ---------------------- |
| Мак Сеннет       | Джон Гудхасбэнд        |
| Флоренс Лоуренс  | миссис Джон Гудхасбэнд |
| Линда Арвидсон   |                        |
| Чарльз Эйвери    |                        |
| Флора Финч       | актриса на сцене       |
| Джордж Гебхардт  | актёр на сцене         |
| Роберт Херрон    |                        |
| Анита Хендри     | актриса на сцене       |
| Чарльз Инсли     |                        |
| Артур В. Джонсон | актёр на сцене         |